# Francis Field

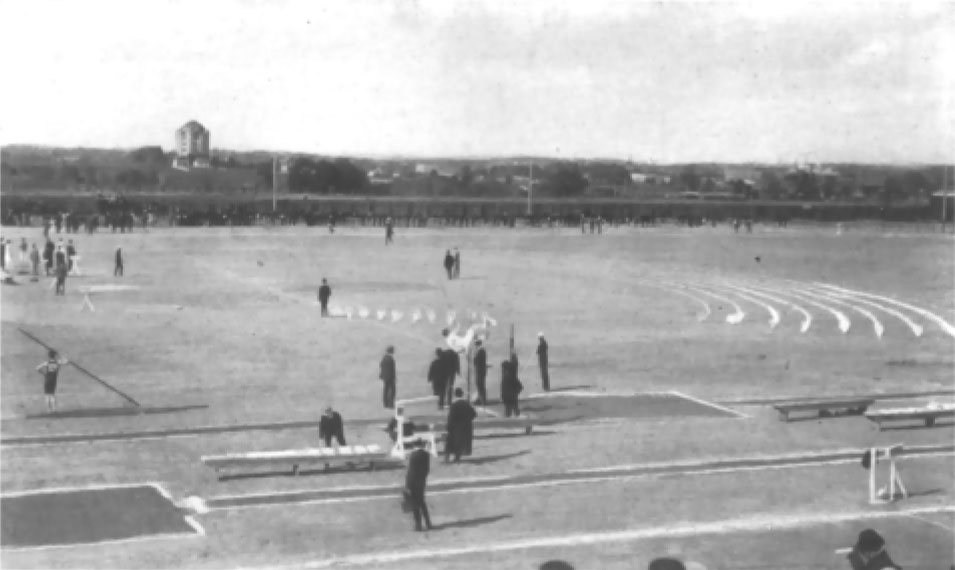
Francis Field 1904.

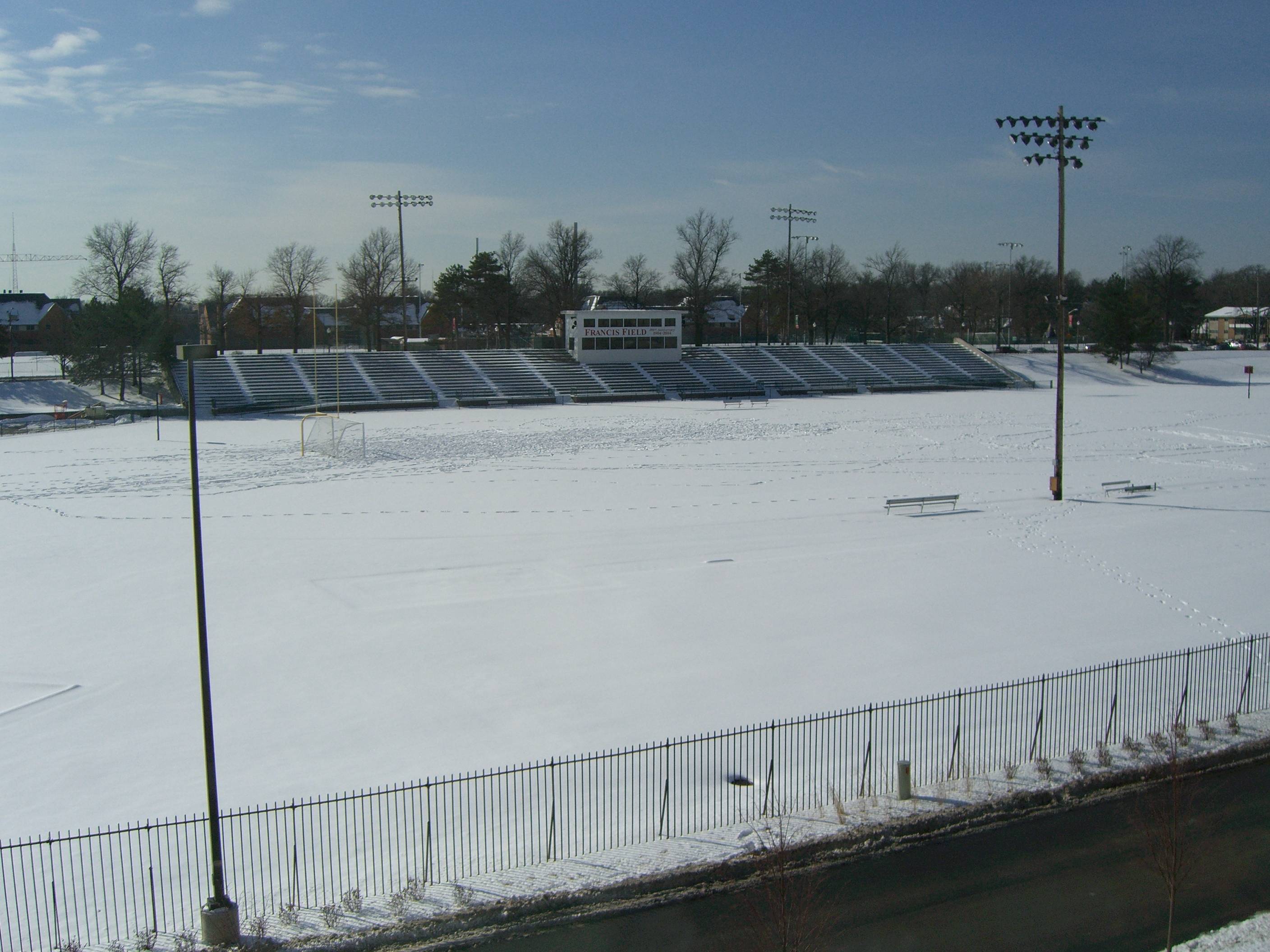
Francis Field 2009.

Francis Field är en sportanläggning i Saint Louis, Missouri, USA som främst används för amerikansk fotboll, fotboll (lokalt "soccer") och friidrott. Den stod klar när Olympiska spelen 1904 anordnades på orten, och var då huvudanläggning. Francis Field har fått sitt namn efter politikern David R. Francis.
Publikkapaciteten låg tidigare på 19 000 åskådare, men efter renovering 1984 tar den bara 4 000 åskådare.